# أوقست دارنيل
أوقست دارنيل (بالإنجليزية: August Darnell)‏ هو موسيقي أمريكي، ولد في 12 أغسطس 1950 في ذا برونكس في الولايات المتحدة.

## وصلات خارجية
- أوقست دارنيل على موقع IMDb (الإنجليزية)
- أوقست دارنيل على موقع ميوزك برينز (الإنجليزية)
- أوقست دارنيل على موقع أول ميوزيك (الإنجليزية)
- أوقست دارنيل على موقع ديسكوغز (الإنجليزية)
- أوقست دارنيل على موقع قاعدة بيانات الفيلم (الإنجليزية)